# كلارك هوارد
كلارك هوارد (بالإنجليزية: Clark Howard)‏ هو مقدم برامج إذاعية أمريكي، ولد في 20 يونيو 1955 في أتلانتا في الولايات المتحدة.

## وصلات خارجية
- الموقع الرسمي
- كلارك هوارد على موقع إن إن دي بي (الإنجليزية)